# Siciliana (danza)

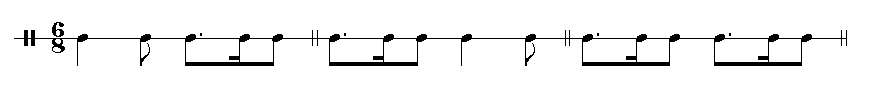
Tipico ritmo di siciliana

La siciliana o siciliano (a volte in francese sicilienne /sisiˈljɛn/) è una forma musicale spesso inclusa all'interno di composizioni più grandi a partire dal periodo barocco. È una danza lenta in 6/8 o in 12/8 caratterizzata da ritmi cadenzati che la fanno assomigliare a una giga rallentata, solitamente in modo minore. Era utilizzata nelle arie delle opere barocche e spesso inserita come movimento in lavori strumentali. La siciliana evoca un'atmosfera pastorale ed è caratterizzata da ritmi puntati.

## Storia
Raymond Monelle trova insoddisfacenti i tentativi dei musicologi di rintracciare le origini di questa danza in Sicilia, ritenendo invece che abbia avuto origine dal madrigale in tempo ternario con ritmi puntati.

### Barocco
La siciliana nelle opere di Alessandro Scarlatti è un chiaro indicatore di contesti pastorali, sebbene solo due delle sue arie lente in 12/8 siano effettivamente intitolate "aria siciliana" sulla partitura. Monelle osserva che i testi delle arie in forma di siciliana sono spesso lamentosi e melanconici. Dal 1703 la siciliana è descritta nei dizionari musicali. Altri esempi di siciliane barocche si ritrovano in Johann Sebastian Bach (ad esempio il secondo tempo del concerto per clavicembalo in mi maggiore BWV 1053) e nel secondo tempo della sonata in mi bemolle maggiore per flauto e cembalo  BWV 1031. Anche la sinfonia di apertura della seconda cantata dell'oratorio di natale è un esempio di siciliana. Un altro esempio ben noto di siciliana è l'ultimo movimento del Concerto di Natale op.6 n. 8 di Arcangelo Corelli.

### Classicismo
Pezzi in ritmo di siciliana appaiono occasionalmente anche durante il periodo classico. Franz Joseph Haydn, forse ispirato dalle associazioni bucoliche, scrisse una siciliana per soprano nell'oratorio La Creazione, Nun beut die Flur das frische Grün dem Auge zur Ergötzung dar ("Ora il campo offre la fresca vegetazione per la delizia degli occhi"), per celebrare la creazione delle piante. Per Wolfgang Amadeus Mozart il ritmo esitante della siciliana si prestava ad esprimere il dolore, e alcune delle più intense suppliche musicali di Mozart sono delle tragiche siciliane: l'aria per soprano Ach, ich fühl's, es ist verschwunden ("Ah, lo sento, è scomparso") del Flauto magico, il movimento in fa diesis minore del Concerto per pianoforte e orchestra n. 23, l'adagio in fa minore della sonata per pianoforte K. 280 e il finale del quartetto per archi in re minore K. 421.
Il terzo movimento del concerto per oboe di Domenico Cimarosa è una siciliana. Altri esempi di siciliane si trovano nell'ultimo movimento della quinta sonata per violino di Carl Maria von Weber e nel secondo movimento del quintetto per clarinetto in fa maggiore op. 107 di Antonín Reicha.
Il chitarrista virtuoso Mauro Giuliani (1781-1829) amò particolarmente la siciliana e ne compose molte. Un esempio notevole è il secondo movimento del suo concerto per chitarra in la maggiore op. 30 n. 1.

### Romanticismo
Ormai agli albori del periodo romantico John Field inserisce una raffinata Siciliana ("Siciliano") in Sol minore nel suo Quarto concerto per pianoforte e orchestra (1814). Anni dopo Johannes Brahms scrisse una siciliana come diciannovesima variazione delle sue Variazioni e fuga su un tema di Händel per pianoforte (1861). Il secondo dei Trois morceaux poétiques op. 42 (1887) di Moritz Moszkowski è una siciliana. Robert Schumann inserisce una siciliana nel suo Album pour la jeunesse, Op. 68 n. 11, intitolata Sicilienne nel testo e con l'indicazione di tempo "Schalkhaft", cioè "malizioso". 
L'aria di Hélène Merci, jeunes amies ("Grazie, giovani amiche") dei Vespri siciliani di Giuseppe Verdi è un altro esempio di siciliana, ben adatto al suo contesto, ed è così definita sulla partitura, anche se è più conosciuta come bolero.
Marco Enrico Bossi scrisse una siciliana per organo, l'Op. 74 n°2.

### XX secolo
Esempi di siciliane nel XX secolo si trovano nella Serenata del Pulcinella di Igor' Fëdorovič Stravinskij, nella terza suite delle Antiche arie e danze di Ottorino Respighi e nella Piccola suite n. 1 per ottoni di Malcolm Arnold. La suite Pelléas et Mélisande di Gabriel Fauré contiene una celebre siciliana. La Suite per organo op. 5 di Maurice Duruflé contiene una siciliana. Sergej Vasil'evič Rachmaninov utilizzò il modello e il ritmo della siciliana in tre dei suoi Preludi per pianoforte op. 32: il secondo in si bemolle minore, il n. 10 in si minore il n. 11 in si maggiore. Il compositore ungherese György Kurtág tratta la forma musicale in un modo sorprendente nel pezzo per soprano e violino Der wahre Weg ("La vera strada") nella sua opera del 1987 Kafka-Fragmente op. 24. Un altro esempio di siciliana del XX secolo è l'Intrada e la Rapsodia della cantata di Gerald Finzi Dies Natali.